# HSG Irmenach-Kleinich-Horbruch
Die HSG Irmenach-Kleinich-Horbruch, kurz HSG IKH, ist ein ehemaliger deutscher Handballverein, dessen Spielstätte sich in der rheinland-pfälzischen Gemeinde Kleinich befindet. Im Sommer 2014 wurde gemeinsam mit der SG Gösenroth/Laufersweiler eine Spielgemeinschaft im Damenbereich unter dem Namen HSG Hunsrück begründet, die Zusammenarbeit im Herrenbereich wurde fünf Jahre später beschlossen.

## Geschichte

### HSG Irmenach-Kleinich-Horbruch
Im März 1981 entstand durch die Kooperation des „TuS Irmenach-Beuren 1913“ mit dem 1920 gegründeten „Turn- und Sportverein Kleinich“ die Spielgemeinschaft „HSG Irmenach-Kleinich“, die wegen des Gewinns der Landesligameisterschaft der Irmenacher fortan in der Oberliga Rheinland antrat. Nach einem Abstieg erfolgte 1984 der erneute Oberliga-Aufstieg der ersten Herrenmannschaft und 1988 der erstmalige Aufstieg in die drittklassige Regionalliga und der Gewinn der Rheinland-Pfalz-Meisterschaft. Am Ende der ersten Regionalliga-Saison konnte die Mannschaft mit dem siebten Platz deutlich den Klassenverbleib sichern, pendelte zwischen 1990 und 1993 jedoch zwischen Dritt- und Viertklassigkeit. In der Saison 1993/94 erreichte die HSG mit dem fünften Rang in der Südstaffel der Regionalliga West die beste Platzierung der Vereinsgeschichte. Insgesamt vier Mal wurde der Verein während der 1990er Jahre Rheinlandpokalsieger und nahm aufgrund dessen zwei Mal am DHB-Pokal teil:
- DHB-Pokal 1995/96: 17:16-Sieg über den TV Hochdorf (1. Hauptrunde), 22:25-Niederlage gegen den TV Altenkessel (2. Hauptrunde)[5]
- DHB-Pokal 1996/97: 21:20-Sieg über den Eschweger TSV (1. Hauptrunde), 10:27-Niederlage gegen den Zweitligisten HSG Dutenhofen/Münchholzhausen (2. Hauptrunde)[6]

Im Juni 1999 erfolgte die Aufnahme der Seniorenhandballabteilung des „TuS Horbruch 1920“ in den Verein, der seither seinen heutigen Namen trägt. Nach sieben Regionalliga-Spielzeiten stieg die HSG im Jahr 2000 erneut in die Oberliga ab, wo sie zwei weitere Jahre verbrachte. Im Sommer 2002 erfolgte der vierte und bis heute letzte Aufstieg in die Südwest-Staffel der Regionalliga. In den kommenden sechs Spielzeiten kämpfte der Verein regelmäßig um den Klassenverbleib; am 24. Mai 2008 bestritten die Irmenacher bei der HG Saarlouis (29:34) ihr letztes Spiel in der Drittklassigkeit. Im Juni 2008 wurde der Verein in eine gemeinnützige GmbH (gGmbH) umgewandelt. Nach drei Jahren in der Oberliga musste die HSG Irmenach-Kleinich-Horbruch 2011 den Weg in die fünftklassige Rheinlandliga antreten, erst 2018 feierte der Verein wieder den Gewinn der Rheinlandmeisterschaft, scheiterte anschließend jedoch in der Relegation zur RPS-Oberliga.
Seit 1991 spielt der Verein mit einem Jahresetat von 120.000 Euro (Stand: 2013) in der Kleinicher Hirtenfeldhalle. Ende August 2013 geriet die HSG Irmenach-Kleinich-Horbruch in die Kritik, da der Verein seit 2004 insgesamt etwa 500.000 Euro von der hoch verschuldeten Flughafen Frankfurt-Hahn GmbH, die vollständig im Besitz der Bundesländer Rheinland-Pfalz (82,5 %) und Hessen (17,5 %) steht, erhalten hatte.
| Saison  | Liga                   | Platz | Tore    | Punkte |
| ------- | ---------------------- | ----- | ------- | ------ |
| 1988/89 | RL West, St. Süd (III) | 07.   | 421:438 | 24:20  |
| 1989/90 | RL West, St. Süd (III) | 12.   | 402:461 | 09:35  |
| 1990/91 | OL Rheinland (IV)      | 01.   |         | 35:90  |
| 1991/92 | RL West, St. Süd (III) | 12.   | 375:459 | 06:38  |
| 1992/93 | OL Rheinland (IV)      | 01.   |         | 37:70  |
| 1993/94 | RL West, St. Süd (III) | 05.   | 399:426 | 22:22  |
| 1994/95 | RL West, St. Süd (III) | 10.   | 428:452 | 16:28  |
| 1995/96 | RL West, St. Süd (III) | 11.   | 462:495 | 16:28  |
| 1996/97 | RL West, St. Süd (III) | 09.   | 447:484 | 18:26  |
| 1997/98 | RL West, St. Süd (III) | 09.   | 591:582 | 25:27  |
| 1998/99 | RL West, St. Süd (III) | 11.   | 574:622 | 18:34  |

| Saison    | Liga                   | Platz | Tore    | Punkte |
| --------- | ---------------------- | ----- | ------- | ------ |
| 1999/2000 | RL West, St. Süd (III) | 14.   | 575:584 | 10:42  |
| 2000/01   | OL Rheinland (IV)      | 01.   |         | 46:80  |
| 2001/02   | OL Rheinland (IV)      | 02.   |         | 41:11  |
| 2002/03   | RL Südwest (III)       | 13.   | 691:776 | 21:39  |
| 2003/04   | RL Südwest (III)       | 13.   | 713:774 | 20:40  |
| 2004/05   | RL Südwest (III)       | 12.   | 797:821 | 26:34  |
| 2005/06   | RL Südwest (III)       | 11.   | 756:793 | 23:33  |
| 2006/07   | RL Südwest (III)       | 11.   | 721:760 | 21:35  |
| 2007/08   | RL Südwest (III)       | 15.   | 801:826 | 19:41  |
| 2008/09   | OL RPS (IV)            | 03.   | 876:755 | 46:14  |

| Saison  | Liga              | Platz | Tore    | Punkte |
| ------- | ----------------- | ----- | ------- | ------ |
| 2009/10 | OL RPS (IV)       | 08.   | 847:810 | 32:28  |
| 2010/11 | OL RPS (IV)       | 13.   | 840:897 | 21:39  |
| 2011/12 | Rheinlandliga (V) | 02.   | 691:574 | 33:11  |
| 2012/13 | Rheinlandliga (V) | 03.   | 645:574 | 31:13  |
| 2013/14 | Rheinlandliga (V) | 02.   | 712:617 | 35:90  |
| 2014/15 | Rheinlandliga (V) | 04.   | 686:571 | 32:12  |
| 2015/16 | Rheinlandliga (V) | 05.   | 580:621 | 19:21  |
| 2016/17 | Rheinlandliga (V) | 04.   | 647:624 | 27:17  |
| 2017/18 | Rheinlandliga (V) | 01.   | 680:578 | 34:10  |
| 2018/19 | Rheinlandliga (V) | 07.   | 694:660 | 28:20  |

Bekannte Spieler und Trainer
- Mirza Čehajić (bosnischer Nationalspieler)[11], Trainer (2017–2018)
- Igor Domaschenko (EHF-Pokalsieger 1990 mit SKIF Krasnodar)[12], Trainer (2003–2005, 2007–2009)[13]
- Valentin Okuschko (Erstligaspieler in Weißrussland, der Ukraine und Russland)[14], Spieler (2004–2006)
- Maxim Shalimov (2000 GK Kaustik Wolgograd, 2003 MŠK Považská Bystrica)[15], Spieler (2006–2012)
- René Vasek (1992–2004 HC Baník Karviná)[16], Spieler (2006–2016)[17]

### SG Gösenroth/Laufersweiler
Die SG Gösenroth/Laufersweiler wurde 1974 gegründet und bestand aus den Stammvereinen „Turnverein 1909 Gösenroth“ und „Turnverein Laufersweiler 1911“. Im Jahr 2012 ging der „HSV Kirchberg 1974“ in der Spielgemeinschaft auf. Seine Heimspiele trug der Verein in den Schulsporthallen der Nachbarorte Sohren und Rhaunen aus. Die Herrenmannschaft spielte während der Saison 2017/18 in der viertklassigen Oberliga Rheinland-Pfalz/Saar, nach dem direkten Wiederabstieg erreichte sie in ihrer letzten Saison den zweiten Platz der Rheinlandliga. Das letzte „Hunsrück-Derby“ mit den Irmenachern gewannen die Gösenrother am 16. März 2019 mit 27:21.
Bekannte Spieler und Trainer
 Igor Domaschenko (russischer Nationalspieler, Trainer 1995–2003 und 2014–2017)
 Florin Nicolae (rumänischer Nationalspieler, Spieler seit 2017)

### HSG Hunsrück (seit 2014)
| Saison  | Liga              | Platz | Diff. | Punkte |
| ------- | ----------------- | ----- | ----- | ------ |
| 2014/15 | OL RPS (IV)       | 12.   | −109  | 12:40  |
| 2015/16 | Rheinlandliga (V) | 01.   | 0159  | 33:30  |
| 2016/17 | OL RPS (IV)       | 07.   | 0030  | 27:25  |
| 2017/18 | OL RPS (IV)       | 02.   | 0093  | 40:12  |
| 2018/19 | OL RPS (IV)       | 02.   | 0140  | 38:14  |
| 2019/20 | OL RPS (IV)       | 05.   | 055   | 25:15  |
| 2020/21 | OL RPS (IV)       | 01.   | 0     |        |
| 2021/22 | 3. Liga (III)     | 011.  | 0-170 | 6:34   |
| 2022/23 | OL RPS (IV)       | 02.   | 0107  | 46:10  |
| 2023/24 | OL RPS (IV)       | 0     | 0     |        |

Im April 2014 sicherte sich die erste Damenmannschaft der HSG Irmenach-Kleinich-Horbruch unter Trainerin Jutta Holl die Meisterschaft der fünftklassigen Rheinlandliga und stieg damit zum ersten Mal in ihrer Geschichte in die Oberliga Rheinland-Pfalz/Saar auf. Noch im selben Monat wurde eine Kooperation in Form einer Spielgemeinschaft mit den Gösenrothern bekannt gegeben, nach der Sommerpause feierte somit die HSG Hunsrück ihre Oberliga-Premiere. Mit sechs Siegen aus 26 Spielen erfolgte nach nur einer Saison der Abstieg in die Rheinlandliga, dort konnte die Mannschaft allerdings ohne Niederlage die Meisterschaft feiern und sich in den Aufstiegsspielen zur Oberliga gegen die TG Osthofen, TG Waldsee und HG Saarlouis durchsetzen. Die Oberliga-Saison 2016/17 beendete die HSG Hunsrück unter ihrem neuen Trainer Sascha Burg im Mittelfeld der Tabelle, im Finale um den Rheinlandpokal unterlag das Team gegen die HSG Wittlich. Im Folgejahr erreichte die Mannschaft überraschend die Vizemeisterschaft der RPS-Oberliga hinter der FSG Mainz 05/Budenheim II und musste sich wiederholt im Finale um den Rheinlandpokal geschlagen geben, in diesem Jahr dem TV Bassenheim. Während der Sommerpause 2018 verstärkte sich die HSG Hunsrück unter anderem mit den beiden mazedonischen Junioren-Nationalspielerinnen Arlinda und Mirlinda Dinarica, der luxemburgischen Nationalspielerin Joy Wirtz und der kosovarischen Erstligaspielerin Arlinda Krasniqi. Der Wechsel von Wirtz scheiterte allerdings studienbedingt, Krasniqi wurde kein Visum erteilt, auch die Aufenthaltserlaubnis der Dinarica-Zwillinge wurde nach lediglich drei Saisonspielen für die HSG nicht verlängert. Diesen Widrigkeiten zum Trotz wurde die HSG Hunsrück am 6. Januar 2019 beim Final-Four-Turnier in eigener Halle durch einen 24:18-Finalsieg über den TV Bassenheim zum ersten Mal Rheinlandpokalsieger und qualifizierte sich damit für den DHB-Pokal der Frauen 2019/20. Außerdem erreichten sie hinter der HSG DJK Marpingen/SC Alsweiler erneut die Vizemeisterschaft in der Oberliga. Mit Beginn der Saison 2019/20 wurde Franziska Garcia-Almendaris als neue Trainerin der ersten Damenmannschaft verpflichtet, am 31. August 2019 trifft das Team in der 1. Hauptrunde des DHB-Pokals auf den Bundesliga-Aufsteiger 1. FSV Mainz 05.
Bekannte Spielerinnen und Trainerinnen
 Franziska Garcia-Almendaris (deutsche Meisterin und Pokalsiegerin, Trainerin seit 2019)
 Georgiana Stoleru (rumänische Erstligaspielerin, Spielerin seit 2017)
Bereits im Dezember 2016 stellte die HSG Irmenach-Kleinich-Horbruch einen Antrag beim Nachbarverein, die Kooperation im Jugend- und Damenbereich zukünftig auch auf den Herrenbereich auszuweiten. Nach zwei gescheiterten Versuchen wurde eine Zusammenarbeit im März 2019 beschlossen, sodass ab Sommer 2019 alle Bereiche gemeinsam als HSG Hunsrück antreten.